# Liste der Bodendenkmale in Koberg
In der Liste der Bodendenkmale in Koberg sind die Bodendenkmale der Gemeinde Koberg nach dem Stand der Bodendenkmalliste des Archäologischen Landesamts Schleswig-Holstein von 2016 aufgelistet.
| Denkmal-ID           | Befundart           | Bezeichnung                                   | Zeitstellung                 | Lage | Bemerkungen | Bild |
| -------------------- | ------------------- | --------------------------------------------- | ---------------------------- | ---- | ----------- | ---- |
| aKD-ALSH-Nr. 000 700 | Befestigung > Burg  | Burg/Motte/Ringwall/Turmhügel „Cäcilieninsel“ | Mittelalter                  |      |             |      |
| aKD-ALSH-Nr. 000 701 | Grabmal > Grabhügel | Grabhügel                                     | Vor- und/oder Frühgeschichte |      |             |      |
| aKD-ALSH-Nr. 000 702 | Grabmal > Grabhügel | Grabhügel                                     | Vor- und/oder Frühgeschichte |      |             |      |